# Echidna peli

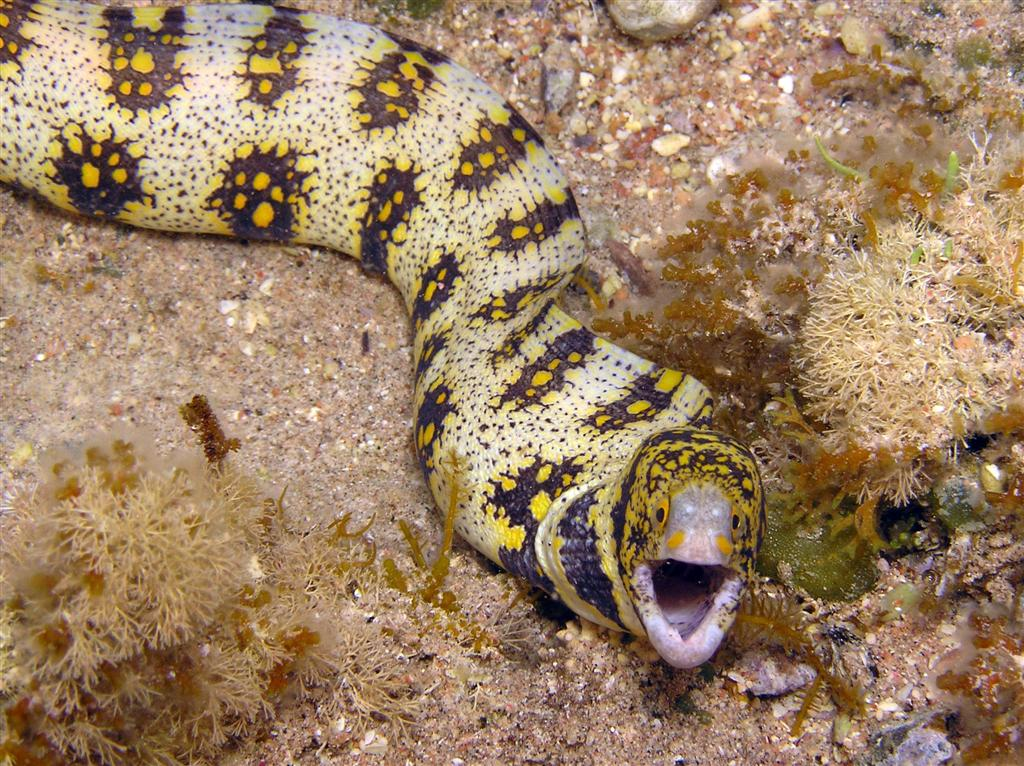
Echidna peli

Echidna peli es una especie de pez de la familia de los morénidas en el orden de los Anguilliformes.

## Distribución
Atlántico oriental: Mauritania hasta Angola, incluyendo Cabo Verde y las islas costa afuera en el Golfo de Biafra.

## Biología
Ocurre en hábitats rocosos, de aguas poco profundas. Se alimenta de crustáceos, pequeños camarones y cangrejos pequeños (Ref. 3254 ).

## Morfología
Los machos pueden llegar a alcanzar los 100 cm de longitud total.

## Distribución geográfica
Se encuentra desde Mauritania hasta Angola, incluyendo Cabo Verde.

## Amenaza a los seres humanos
Es inofensivo